# Charles Baude
Charles Baude född 15 november 1853 i Paris och död 13 november 1935 i Montfort-l'Amaury, var en fransk trägravör. 
Baude specialiserade sig på reproduktionsgravyr för stora illustrerade tidskrifter: L'Illustration, Le Monde Illustré, Le Progrès Illustré (Lyon), Harper's Magazine (New York).

## La bande
Baude var under 1870- och 1880-talen i Paris en del av en grupp konstnärer som kallade sig för La bande, som bestod av Jules Bastien-Lepage, Pascal Dagnan-Bouveret, Gustave Courtois och finländaren Albert Edelfelt.

## Verk

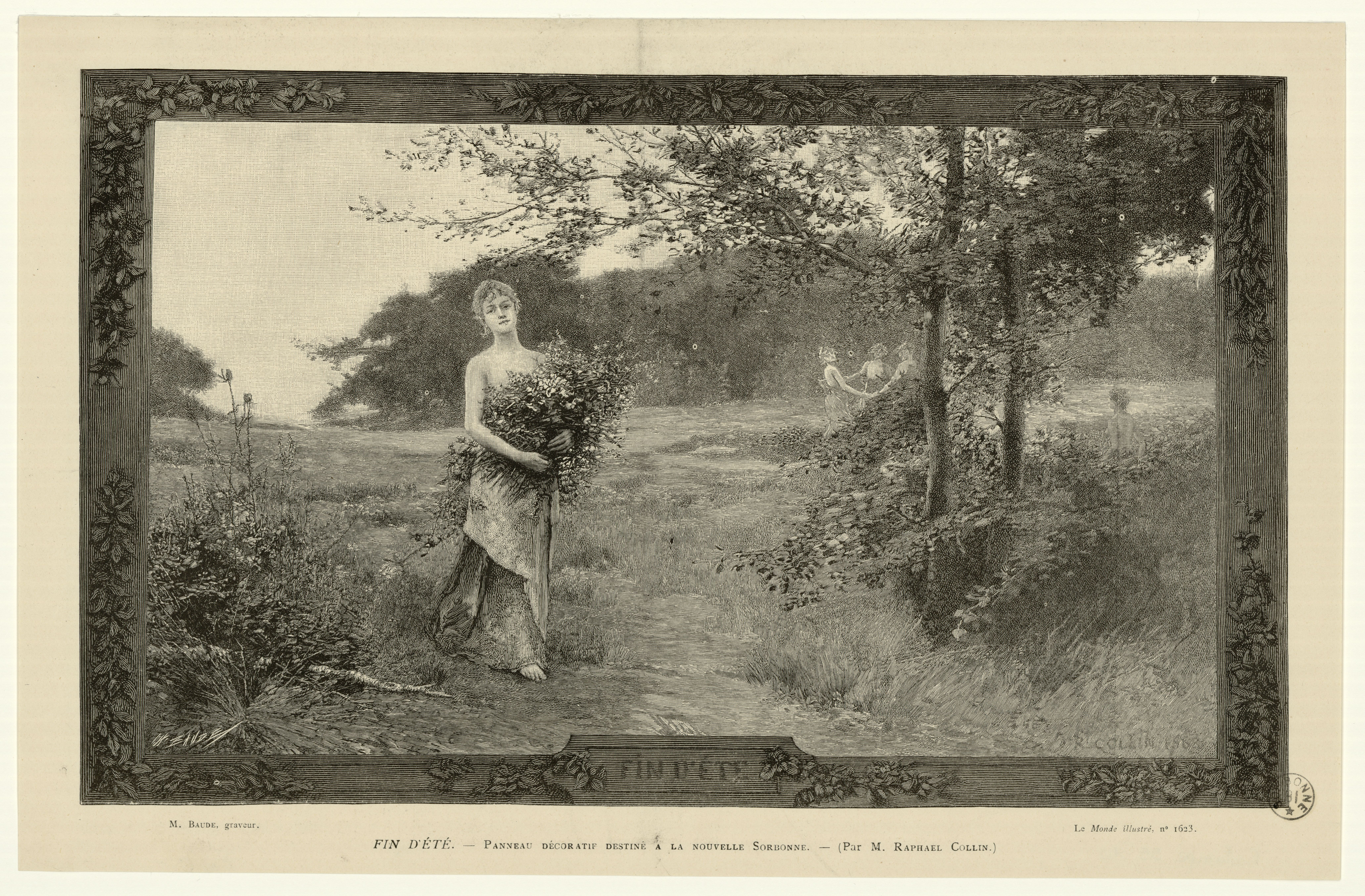
Charles Baude och Louis Joseph Raphaël Collin, End of Summer (1888), dekorativ panel i Sorbonne (Bibliothèque interuniversitaire de la Sorbonne).
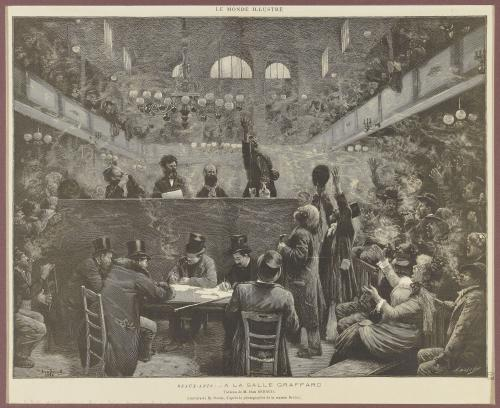
At the Graffard room (1884), efter Jean Béraud, trästick.
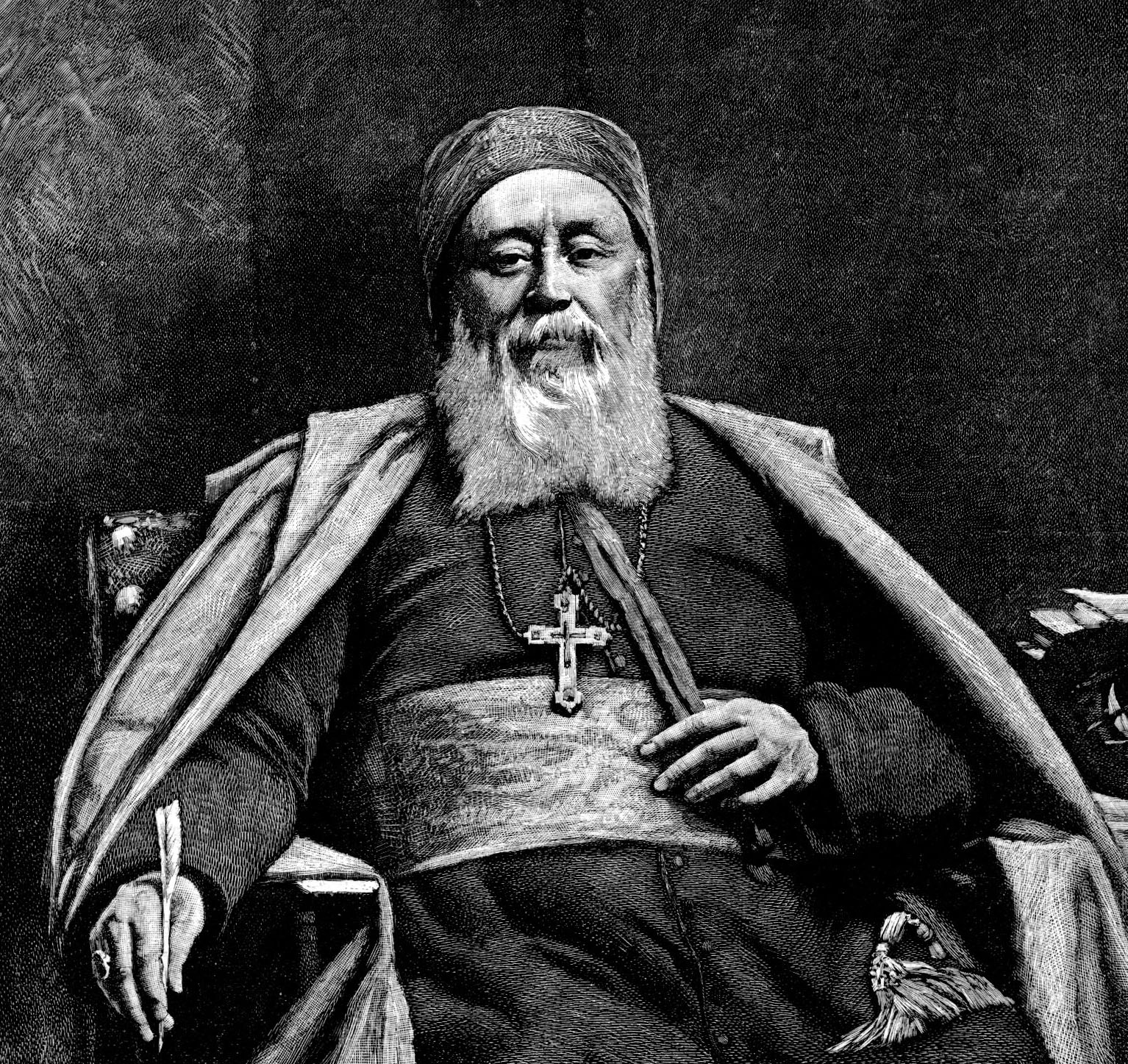
Porträtt av kardinal Charles Martial Allemand Lavigerie, ärkebiskop av Alge, efter Léon Bonnat , publicerat i Harper's Weekly 1888.
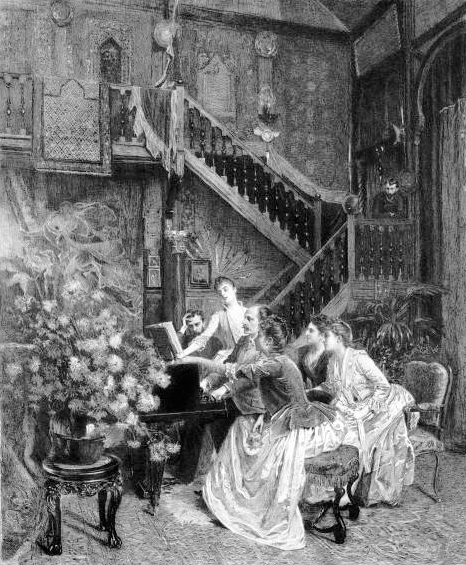
Runt ett partitur , efter Albert Aublet, publicerad i Le Théâtre 1889
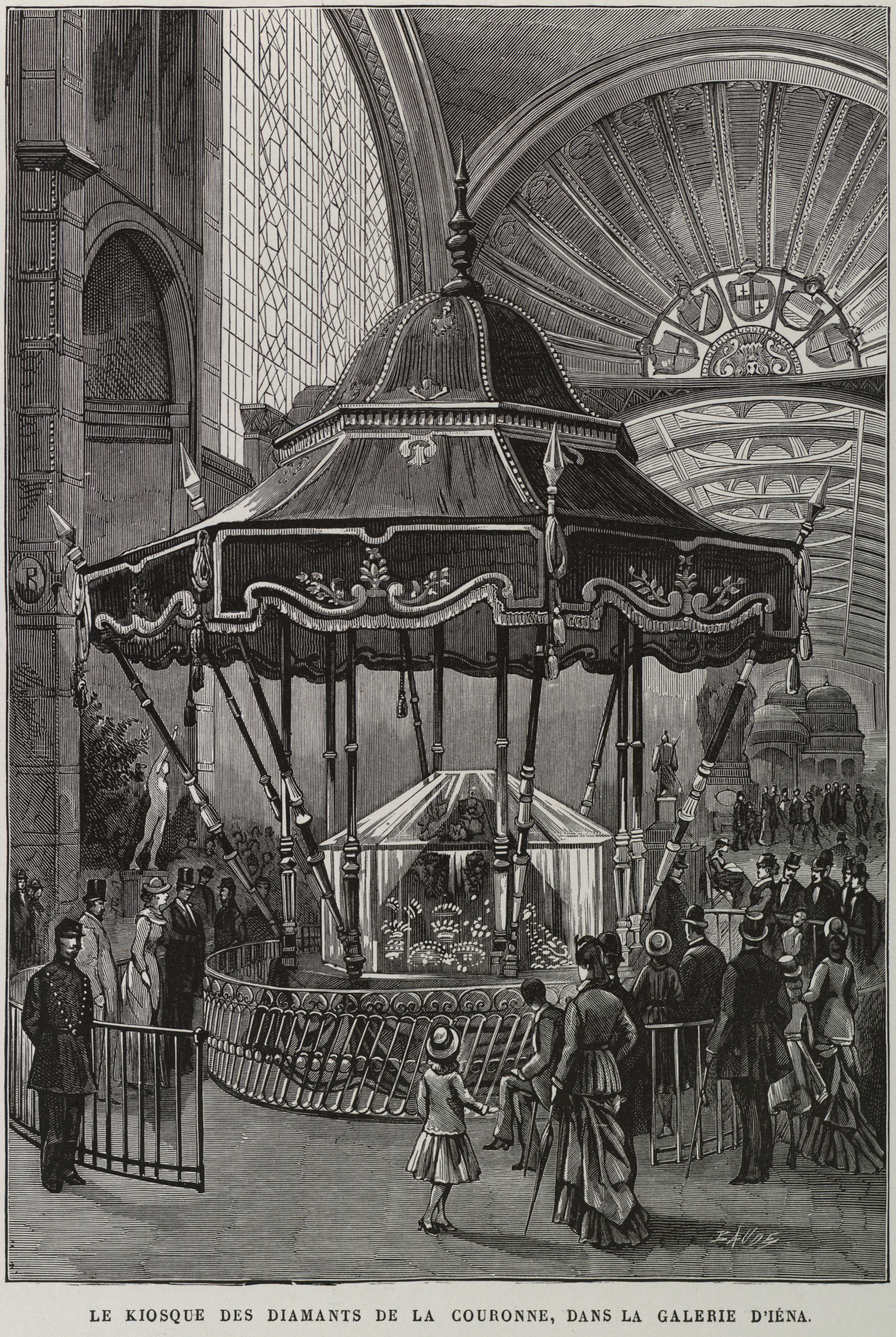
Krondiamantkiosken, i Iéna-galleriet, av Världsutställningen 1878 (1879), publicerad i Simon de Vandière, The Universal Exhibition of 1878 illustrated, Paris, Calmann Lévy, 1879.
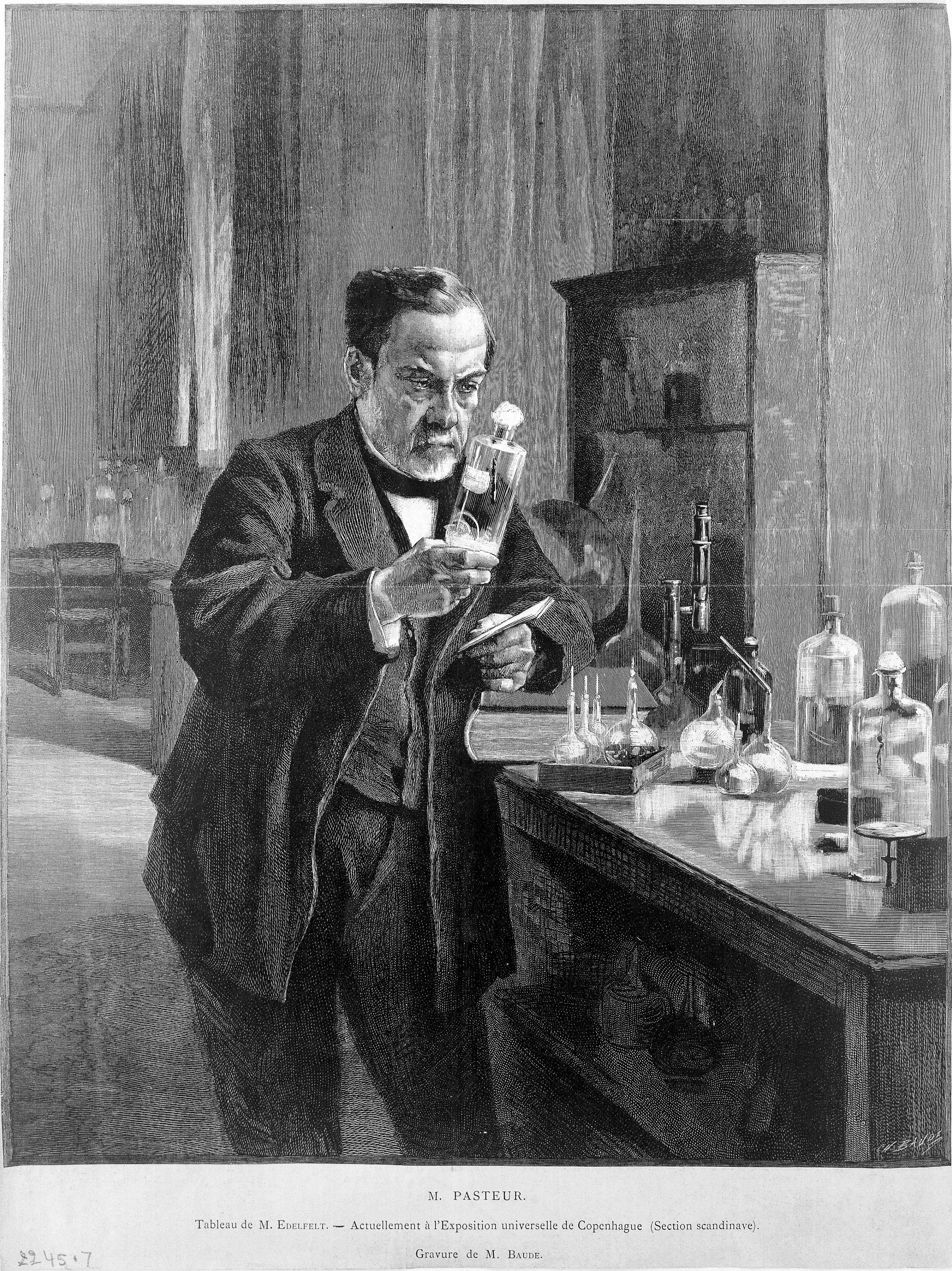
Porträtt av Louis Pasteur , efter Albert Edelfelts porträtt av Louis Pasteur
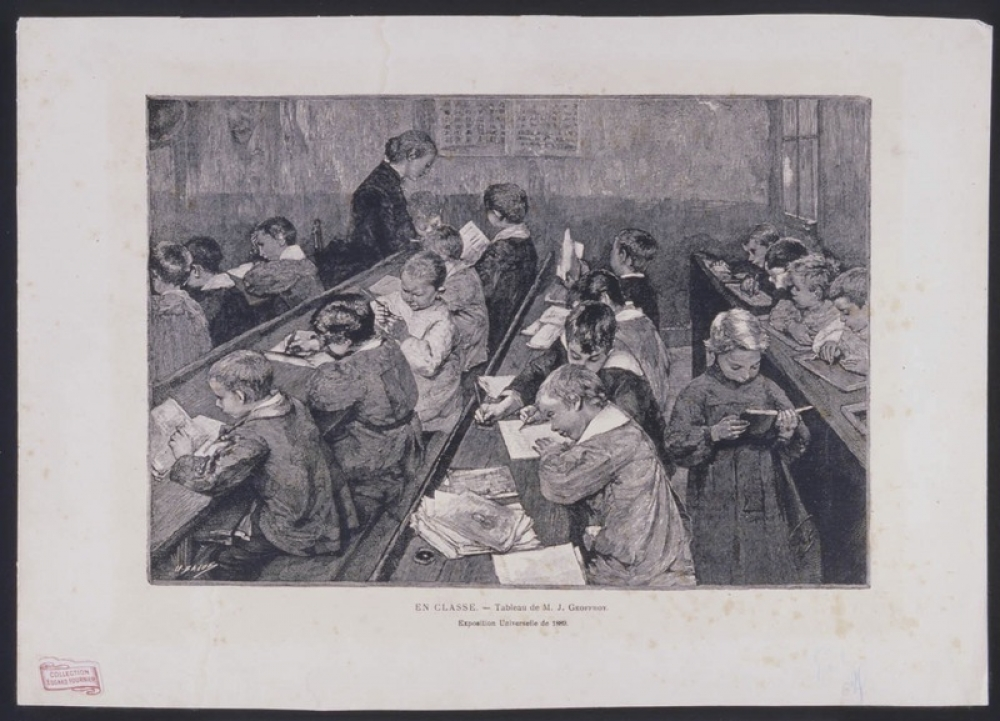
I klassen , trägravyr efter en målning av Jean Geoffroy